# Heathrow Airport Holdings
Heathrow Airport Holdings er en britisk virksomhed, der ejer og driver lufthavn London Heathrow i Storbritannien. Navnet refererer til British Airports Authority, der blev etableret som offentlig myndighed i 1966 og privatiseret under Margaret Thatcher i 1985. BAA er en af de største lufthavnsoperatører i verden. Virksomheden ejes i dag af Grupo Ferrovial. BAA beskæftiger 13.000 ansatte og omsatte i 2008 for 2,567 mia. britiske pund.
Hovedindtægtskilden for BAA er lufthavnsskatterne fra flyselskaberne, men detailhandlen i lufthavnene er i løbet af årene også blevet et vigtigt forretningsområde. 
Af de syv lufthavne er tre i øjeblikket til salg. Det drejer sig om Gatwick, Stansted og Edinburgh.

## Aktiviteter

### Drives og ejes af Heathrow Airport Holdings
- London Heathrow Airport

### solgt
- Aberdeen Airport
- Edinburgh Airport
- Glasgow International Airport
- London Gatwick Airport

```
* 
London Stansted Airport
```

- Southampton Airport